# Kazuo Kitagawa
Pour les articles homonymes, voir Kitagawa (homonymie).
Kazuo Kitagawa (北側 一雄, Kitagawa Kazuo) (né le 2 mars 1953) a été Ministre de l'Agriculture, de la Sylviculture et de la Pêche dans le Cabinet de Junichiro Koizumi.

## Biographie
Né a Ikuno-ku, Osaka, Kitagawa est diplômé de la Faculté de Droit, de l'Université Sōka et est devenu avocat. En 1990, il est élu à la Chambre des Représentants pour la première fois et a été Ministre des Terres, de l'Infrastructure et des Transports. Il est membre du Nouveau Komeito.
Il était secrétaire général du Nouveau Komeito, lorsque le parti a subi une lourde défaite lors de l'élection générale de 2009. Le Nouveau Komeito a alors perdu dix sièges, y compris celui de Kitagawa et celui du président du parti Akihiro Ōta. Le 8 septembre 2009, Yoshihisa Inoue a remplacé Kitagawa en tant que secrétaire général du Nouveau Komeito. Malgré la perte de son siège, Kitagawa est devenu vice-président du parti.
Kitagawa a retrouvé son siège de représentant de la 16ème circonscription d'Osaka (représentant les arrondissements de Sakai-ku, Higashi-ku et Kita-ku à Sakai) lors des élections générales de 2012, et il a gardé son siège lors des élections de 2014.